# Francisco Tarajano Pérez
Francisco Tarajano Pérez (Ingenio, 15 de mayo de 1924-Agüimes, 10 de noviembre de 2018) fue un poeta, escritor, historiador y profesor canario, cuya obra, en conjunto, recoge la sabiduría popular y sentir canario. Destaca por su extensa obra poética y por su defensa de la cultura canaria.

## Biografía
Hijo de labradores, desde muy pequeño se crio en Agüimes hasta 1936, año en el que ingresó como alumno interno en el colegio Salesianos de Las Palmas de Gran Canaria. Desde los veinte años imparte clases en diferentes colegios, primero en su isla natal y luego en Tenerife, donde ejercerá como profesor de Lengua y Literatura en la Universidad de La Laguna en 1955. Al año siguiente emigrará a Venezuela, ejerciendo la docencia durante dieciséis años. En 1972 regresa a Canarias, continuando con su labor como profesor en el colegio María Auxiliadora y en los institutos de secundaria "Isabel de España" y "Pérez Galdós", donde se jubiló. En 1983 fue nombrado cronista oficial de la villa de Agüimes.
Desde 1990 fue presidente honorario de la asociación cultural y política independentista Solidaridad Canaria. Aparte de su propia obra literaria, prologó más de doce libros de escritores principiantes, todos canarios. También fue pregonero histórico-poético en San Juan (Telde), La Herradura (Telde), La Pardilla (Telde), La Candelaria (Ingenio) y en los barrios de Agüimes, como Guayadeque, Temisas, Corralillos, Montaña de los Vélez, Las Rosas y el Cruce de Arinaga. En los últimos años de su vida residió en la localidad costera de Arinaga, cultivando su amistad, entre otros, con el escritor canario Víctor Ramírez Rodríguez, quien luchó porque Francisco Tarajano fuese nombrado miembro de la Academia Canaria de la Lengua.

## Obras
Amante de la literatura popular, escritor en dialecto canario, colaboró, allá por 1954, en el romancero "La Flor de la Marañuela", dirigido por el doctor Diego Catalá Menéndez Pidal, catedrático de la Universidad de La Laguna. Durante su estancia en Venezuela escribió siete libros didácticos. Una vez retornado a Canarias se iniciará su etapa más prolífica compaginando sus escritos poéticos con su labor de recopilador de la sabiduría popular canaria y la de cronista oficial de Agüimes. 
Así pues, partiendo de refranes, romances, adivinas, décimas, coplas y demás fuentes de sabiduría popular, escribirá Adivinas populares canarias (1984), Antología de adivinas canarias (1986), Más de doscientas adivinas (1989), Adivinas canarias para niños (1990), Canarias canta I (1992) y Canarias canta II (1994). Pero su mayor bibliografía parte de su talento como poeta y divulgador de la canariedad; su primera obra llegará en 1979 con Aljidos y aguijadas canarias. Desde su primera publicación, Francisco Tarajano escribió casi un libro por año, como indican las fechas de sus siguientes obras: Con un abrazo de hermano (1980), Años malditos (1981), Ocho islas y... (1982), Orillas de Guayadeque (1983), Silbos de mi tierra (1983), Repasando caminos (1985), Caminos vulnerados (1985), Tarha (1987), Barranco arriba (1989), Barranco abajo (1989), Prosigo (1992), Adivina adivinanza (1996) y Ahora y cuando (1997). 
Sin embargo, su relación con la poesía contó con otras publicaciones en diferentes formatos: ya en 1980 ilustra con poemas propios la serigrafía Fyffes, Gando, La Isleta", de los pintores José Luis Vega y Antonio Gámiz. Nueve años después, en 1989, sus compañeros de profesión del Instituto Pérez Galdós le publican una antología de su obra con el título Poemas. En 1991 aparecerá su única publicación en casete y disco con el nombre de Antología de Francisco Tarajano en su propia voz, publicada por el Centro de la Cultura Popular Canaria, que también le publicará en 1994 Antología de Francisco Tarajano. En 2001, Gran antología de adivinas canarias, y en 2004, Antología de adivinas picantes. Ese mismo año, y con la ayuda del ayuntamiento de Agüimes, publica los libros Desde el Aguayro, en versos, Desde el Guayadeque, en prosa, y Agüimes canta. Además colabora en 1997 con Manuel Tarajano en la publicación de Maninidra. Luchando a orillas del Guayadeque. Su última publicación poética es editada en abril de 2006, denominada Huellas y señas.
El 2 de febrero de 1983, el ayuntamiento de la villa de Agüimes le nombra cronista oficial e inicia su andadura como historiador. Fruto de su trabajo son las publicaciones Agüimes en Cuba (1998) y la serie de historia de Agüimes compuesta de seis libros denominada Memorias de Agüimes.

## Reconocimientos
- Solidaridad Canaria le honra con la concesión del Añepa en reconocimiento a los luchadores de la cultura canaria (1984).
- El pleno del ayuntamiento de Telde acuerda imponer al colegio público del barrio de La Herradura el nombre "Francisco Tarajano" (1985).
- El ilustre ayuntamiento de la villa de Agüimes acuerda concederle el título de Hijo Predilecto (20 de diciembre de 1986).
- La Asociación Orden del Cachorro Canario le nombra socio de honor (mayo de 1997).
- El ayuntamiento de la villa de Ingenio inaugura un huerto de lectura con el nombre de Poeta Francisco Tarajano (agosto de 2000).
- En marzo de 2003 se crea la Asociación Cultural Canaria Poeta Francisco Tarajano Pérez (marzo de 2003).
- La Federación de AA.VV. Movimiento Vecinal Canario "MOVECAN" le otorga el primer galardón por su gran labor en pro de la cultura canaria (noviembre de 2003).
- El ilustre ayuntamiento de la villa de Agüimes lo propone para el Premio Canarias de Literatura 2005 (octubre de 2004).
- La XXXV Ruta de Bentejui fue dedicada a su figura (mayo de 2005).
- El ilustre ayuntamiento de la villa de Agüimes y la Asociación Cultural "Francisco Tarajano Pérez" inauguraron un monumento con el busto del poeta en el nuevo parque municipal de las Remudas y la Charca (14 de octubre de 2005).

## Fuente
- Tarajano Pérez, Francisco: Agüimes recorridos Históricos, Ayuntamiento de Agüimes, 2006. ISBN 978-84-934682-5-5